# Basilica di Santo Stefano (Bologna)

Planimetria della basilica
1. Chiesa del Crocifisso
2. Presbiterio, già chiesa di San Giovanni Battista
3. Cripta, già chiesa de' Confessi
4. Basilica del Sepolcro
5. Basilica dei SS. Vitale e Agricola
6. Cortile di Pilato
7. Chiesa della Trinità o del Martyrium
8. Il Chiostro
9-10-11-12. Chiesa della Benda e Museo

La basilica di Santo Stefano (cîṡa ed San Stêven in bolognese) è un complesso di edifici di culto di Bologna. Si affaccia sull'omonima piazza ed è conosciuta anche come il complesso delle "Sette Chiese". Ha la dignità di basilica minore.

## Storia
Intorno al 100 d.C. fu costruito da una ricca matrona bolognese, sul luogo di una sorgente naturale dove oggi sorge la Basilica del Santo Sepolcro, un tempio pagano dedicato ad Iside, al cui centro era posto un colonnato circolare sorreggente un architrave anch'esso circolare.
Nel 393 il vescovo di Milano Ambrogio scoprì nelle vicinanze le tombe dei primi martiri cristiani bolognesi, Vitale ed Agricola, morti nel 304, e probabilmente sorse un sacellum in loro devozione alla sinistra del tempietto di Iside (anche se non esistono prove al riguardo). Nel V secolo, entro il 450, il vescovo di Bologna Petronio vi costruì una chiesa con la forma e dimensione attuali come sua cattedrale o comunque Sacellulm ad Martyres intitolandola ai due martiri. La chiesa dei santi Vitale ed Agricola risale al IV secolo e conserva i sarcofagi dei due martiri. Contemporaneamente Petronio convertì il tempietto di Iside in battistero riconsacrando la sorgente naturale con un'ampolla di acqua del Giordano e scegliendolo come suo luogo di sepoltura. La tradizione indica quindi san Petronio come ideatore della basilica che avrebbe dovuto imitare il Santo Sepolcro di Gerusalemme. In una cella sormontata da un altare con pulpito, era situata la tomba di san Petronio.
Nel 727 Liutprando, re dei Longobardi, invase la città e costruì, alla destra del Santo Sepolcro, la sua cattedrale o comunque una basilica prominente, intitolandola a San Giovanni Battista (oggi chiesa del Crocifisso).
Il complesso subì devastazioni durante la feroce invasione degli Ungari all'inizio del X secolo e venne in buona parte ricostruito dai monaci benedettini nei primissimi anni dell'XI secolo. In quest'occasione vennero anche costruiti la chiesa de' Confessi (oggi cripta della chiesa del Crocifisso) per proteggere le reliquie dei santi Vitale ed Agricola, già in parte prelevate da Carlo Magno nel 786, il campanile e le costruzioni adiacenti, il cortile di Pilato e il Chiostro, nonché altri edifici del Monastero.
Le origini degli edifici sono quindi molto antiche: la chiesa dei Santi Vitale ed Agricola risale al IV secolo, almeno come suo primo sacello oggi scomparso, la chiesa del Santo Sepolcro al V secolo, la chiesa del Crocifisso e il suo presbiterio sopraelevato all'VIII secolo, mentre la sua cripta, il Cortile di Pilato, il Chiostro e il Campanile all'XI secolo.
I numerosi restauri eseguiti verso il 1880 e nei primi decenni del XX secolo hanno sì eliminato le varie superfetazioni (tranne il "cappellone" del XVII secolo), ma hanno anche mutato il volto antico del complesso. Soprattutto vennero alterati il Santo Giardino o Cortile di Pilato, in origine con tre colonne e quattro arcate per lato e la chiesa della Trinità. Il cortile venne ampliato aggiungendo un'arcata arretrando la facciata del "Martyrium" (che in origine avrebbe dovuto essere l'abside e non la facciata). Purtroppo queste modifiche si basavano sulle conoscenze delle forme attuali del Santo Sepolcro a Gerusalemme, ricostruito dai Crociati, senza però sapere che in realtà il complesso di Santo Stefano si ispirava invece a quello originale e perduto, eretto da Costantino nel IV secolo.
Dal 2013 la Basilica ha ospitato una famiglia monastica benedettina della congregazione del Brasile. Dal 2020 ai benedettini sono succeduti i Francescani minori.

## Descrizione
Dalla piazza Santo Stefano si ha una visione d'insieme che comprende le facciate delle tre chiese del Crocifisso, del Sepolcro e dei Santi Vitale e Agricola. Il gruppo presenta, nonostante le tipologie differenti, i numerosi interventi, restauri e rifacimenti, una consolidata omogeneità stilistica che ne fanno il monumento romanico più interessante della città di Bologna.
Negli spazi esterni alla basilica si trovavano due sarcofagi medievali che hanno custodito le spoglie dei primi vescovi di Bologna. Dopo il restauro della pavimentazione della piazza, nel 1994, tali sarcofagi son stati collocati nel giardino attiguo al lato destro della chiesa del Crocifisso.

### Chiesa del Crocifisso

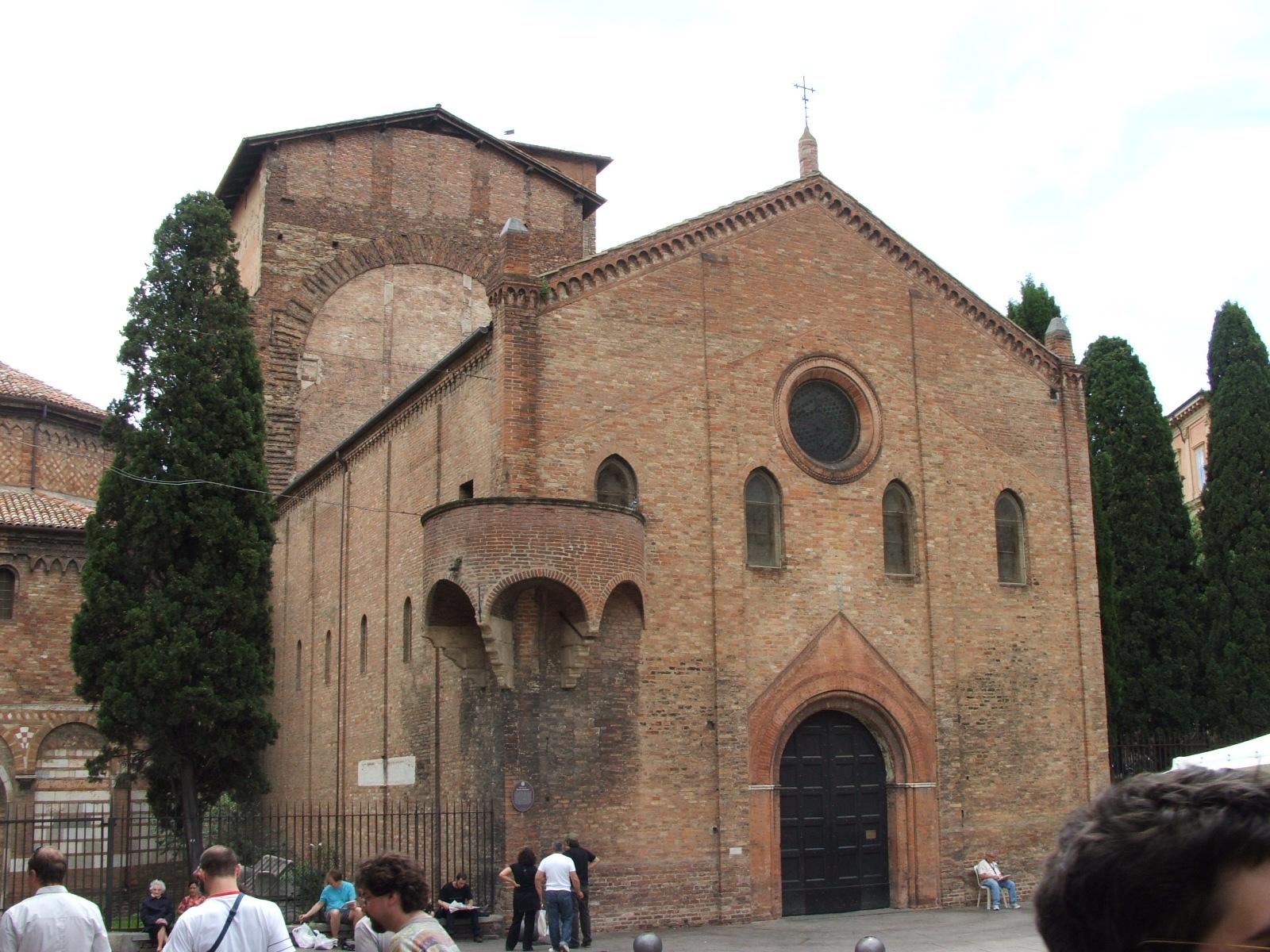
Chiesa del Crocifisso, esterno (1)

La chiesa del Crocifisso (1) è di origine longobarda e risale all'VIII secolo allorché il re longobardo Liutprando conquistò la città nel 727 e procedette a costruirla come cattedrale della città o comunque chiesa prominente.
L'esterno è fortemente manomesso rispetto alla costruzione originaria ed ha oggi un aspetto vagamente romanico. Originariamente la facciata era in laterizio, monofastigiata e scandita verticalmente da due pilastri laterali e due lesene in tre spazi, come oggi, ma era più bassa ed aveva solo una finestra per spazio (tre in tutto). Anche il balcone a sinistra per l'ostentazione delle reliquie, l'oculo centrale, il coronamento di archetti pensili in alto e il portale sono aggiunte successive (quest'ultimo aveva un portale dimensioni più ridotte e senza cuspide).

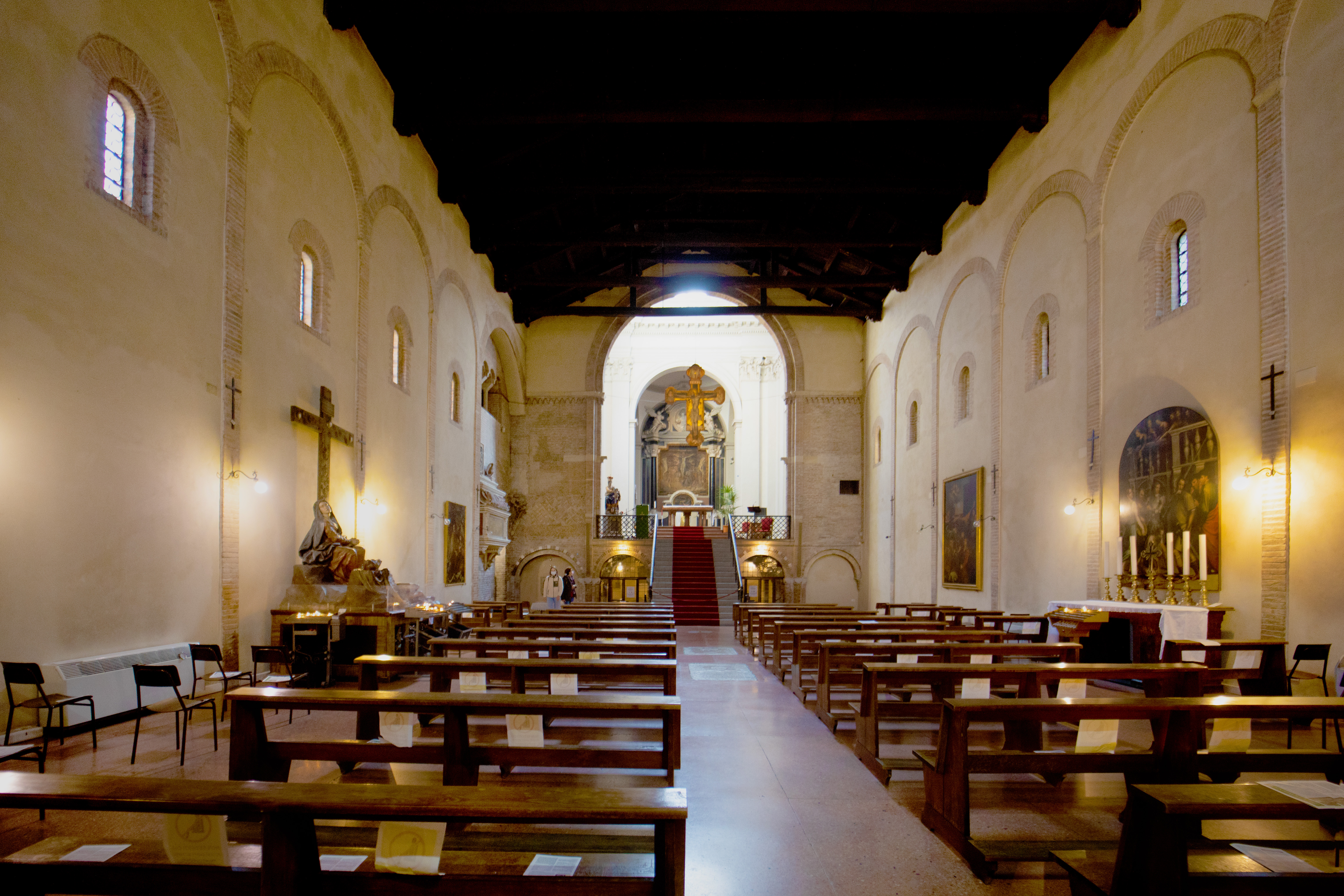
Chiesa del Crocifisso, interno (1)

L'interno è costituito da una sola navata con volta a capriate, al termine della quale una scalinata centrale ascendente porta al presbiterio sopraelevato mentre due scalinate laterali discendenti portano invece alla cripta. I due ambienti erano fino al XVII secolo chiese indipendenti con entrate autonome e che prendevano il nome di chiesa di San Giovanni Battista e chiesa de' Confessi, rispettivamente. A quest'ultima si accedeva dal Cortile di Pilato o dal Chiostro. L'aula della chiesa del Crocifisso era quindi chiusa a parete ed aveva un pavimento al livello della attuale cripta che era anche quello del terreno di allora (il pavimento attuale è aggiunta seicentesca).
Le pareti laterali sono scandite da otto archi a tutto sesto ciechi sostenuti da lesene verticali in laterizio (moldings), elementi longobardi originali a ricordare il coevo catino di Pilato nell'omonimo cortile (vedi sotto).
Nella navata, a sinistra, si nota il complesso statuario settecentesco policromo in cartapesta del Compianto sul Cristo morto di Angelo Gabriello Piò. Secondo una leggenda diffusa, l'opera sarebbe stata realizzata usando le carte da gioco confiscate in quegli anni in cui il gioco d'azzardo era proibito.
Gli affreschi presenti sulle pareti laterali dell'aula raffigurano il Martirio di santo Stefano (Pier Francesco Cittadini, 1546), il Miracolo di san Mauro (Angela Teresa Muratori, 1701), la Decollazione del Battista (Francesco Caccianemici, XVI secolo) e altre due opere minori. Sulla parete di fondo è collocata la piccola Madonna del Paradiso, opera quattrocentesca di Michele di Matteo.
In alto sulla parete di sinistra, sopra un monumento sepolcrale pensile cinquecentesco, si nota l'antico matroneo della chiesa successiva che probabilmente correva lungo tutta la parete destra fino al balcone esterno sulla facciata.

### Presbiterio della chiesa del Crocifisso, antica chiesa di San Giovanni Battista

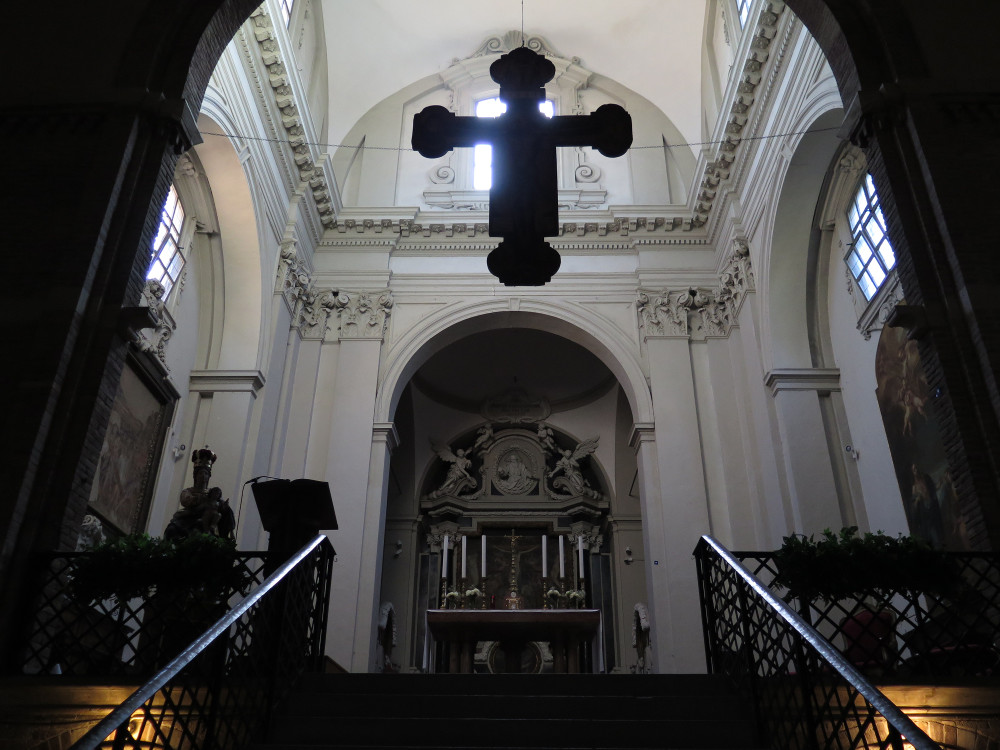
Presbiterio della chiesa del Crocifisso, già chiesa di San Giovanni Battista (2)

Il presbiterio, già autonoma chiesa di San Giovanni Battista (2), è stato integralmente rifatto dalla metà del XVII secolo in stile barocco, diventando il presbiterio della chiesa a cui si accede tramite un'ampia scalinata centrale. Vi si trovano il Crocifisso su croce sagomata in legno dipinta, opera di Simone dei Crocifissi risalente al 1380 circa, affreschi del XV secolo con il Calvario (a sinistra) e la Crocifissione (parete di fondo), presumibilmente di Giovanni da Modena, ed un affresco seicentesco raffigurante il noli me tangere (a destra).

### Cripta della chiesa del Crocifisso, antica chiesa de' Confessi

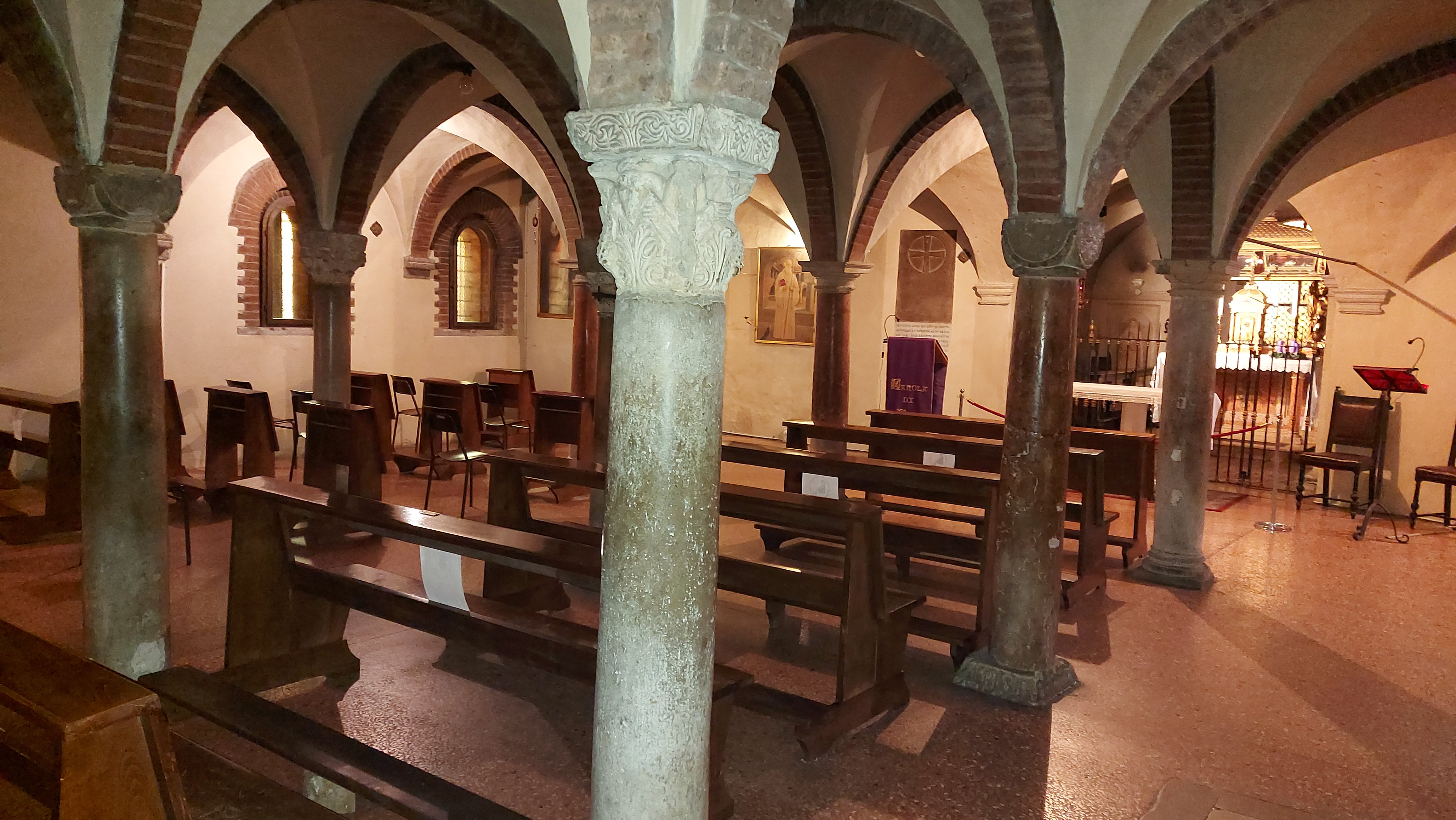
Cripta della chiesa del Crocifisso, già chiesa de' Confessi (3)

Sotto il presbiterio vi è la cripta, antica chiesa de' Confessi (3) costruita a partire dal 1019 dai Benedettini e dotata di entrata nascosta dal Cortile di Pilato o dal Chiostro Medievale per mettere al riparo le reliquie dei santi Vitale e Agricola, già depauperate da Carlo Magno oltre due secoli prima. È suddivisa in cinque navate con colonne di diversa fattura, una delle quali, secondo la leggenda, fu portata da Petronio da Gerusalemme perché dallo zoccolo al capitello equivale perfettamente all'altezza di Gesù (circa un metro e settanta, elevatissima per l'epoca).
In fondo alla cripta, in due urne riposte su un altare, sono custoditi i resti dei santi Vitale e Agricola, e vennero fatte realizzare dai de'Bianchi, famiglia che ebbe il giuspatronato sulla Cripta, e dai loro discendenti Ranuzzi e Sassoli. Ai lati dell'altare, pochi anni fa sono stati rinvenuti, sotto uno strato di intonaco, due affreschi cinquecenteschi che illustrano il martirio di Vitale ed Agricola. Nella navatella di sinistra, in fondo presso l'altare, si trova un piccolo affresco di inizio Quattrocento, la cosiddetta Madonna della Neve, forse di Lippo di Dalmasio. Un oggetto di minore pregio artistico ma di una qualche suggestione è la candida statuetta della Madonna Bambina, all'inizio della cripta, sulla parete destra.

### La basilica del Sepolcro

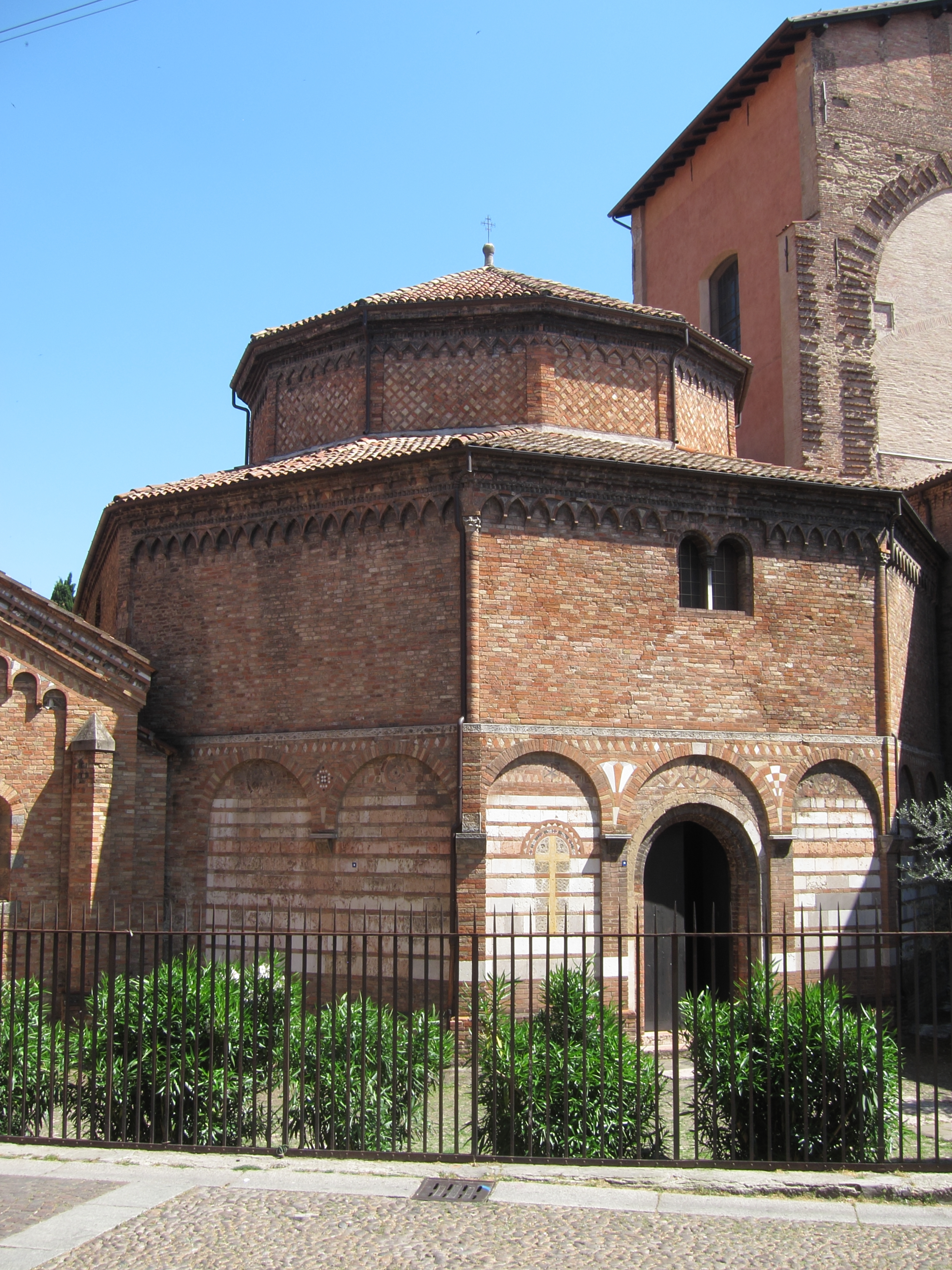
Esterno della chiesa del Santo Sepolcro vista dalla piazza

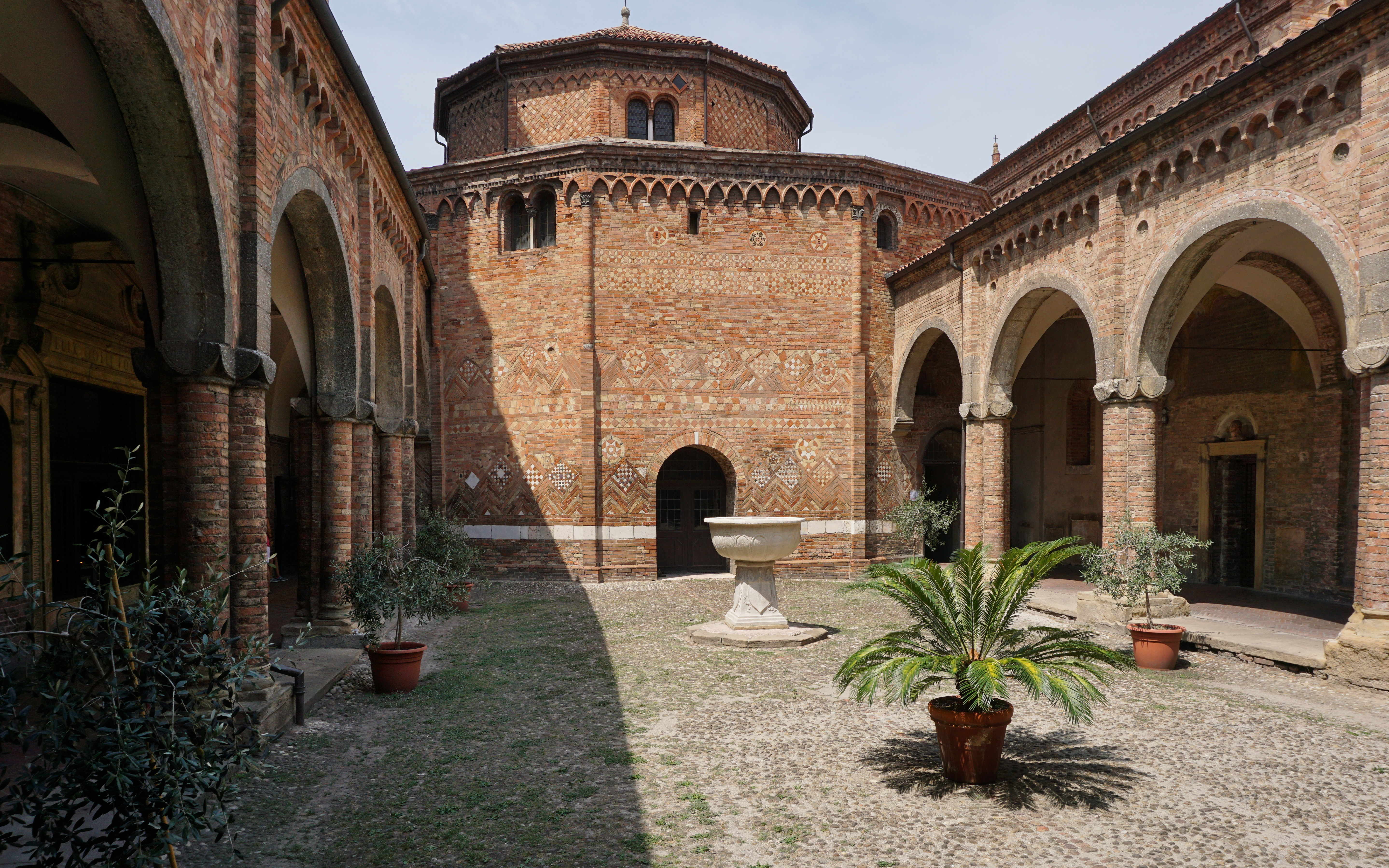
Esterno della chiesa del Santo Sepolcro vista dal Cortile di Pilato

Fu costruita nel V secolo dal vescovo Petronio come battistero o simulacro del Santo Sepolcro costantiniano di Gerusalemme sul luogo in cui sorgeva la sorgente del tempio pagano di Iside e fu scelto dallo stesso vescovo come suo luogo di sepoltura. Fu interamente ricostruita agli inizi dell'XI secolo dai monaci benedettini dopo che venne pesantemente danneggiata durante le devastanti invasioni ungare del X secolo. La ricostruzione avvenne su modello della Basilica del Santo Sepolcro a Gerusalemme ad opera di Costantino IX Monomaco. Nel 1141 venne scoperta la tomba del vescovo, le cui reliquie furono poi traslate nell'anno 2000 nella Basilica di San Petronio, che già custodiva il capo del patrono della città.

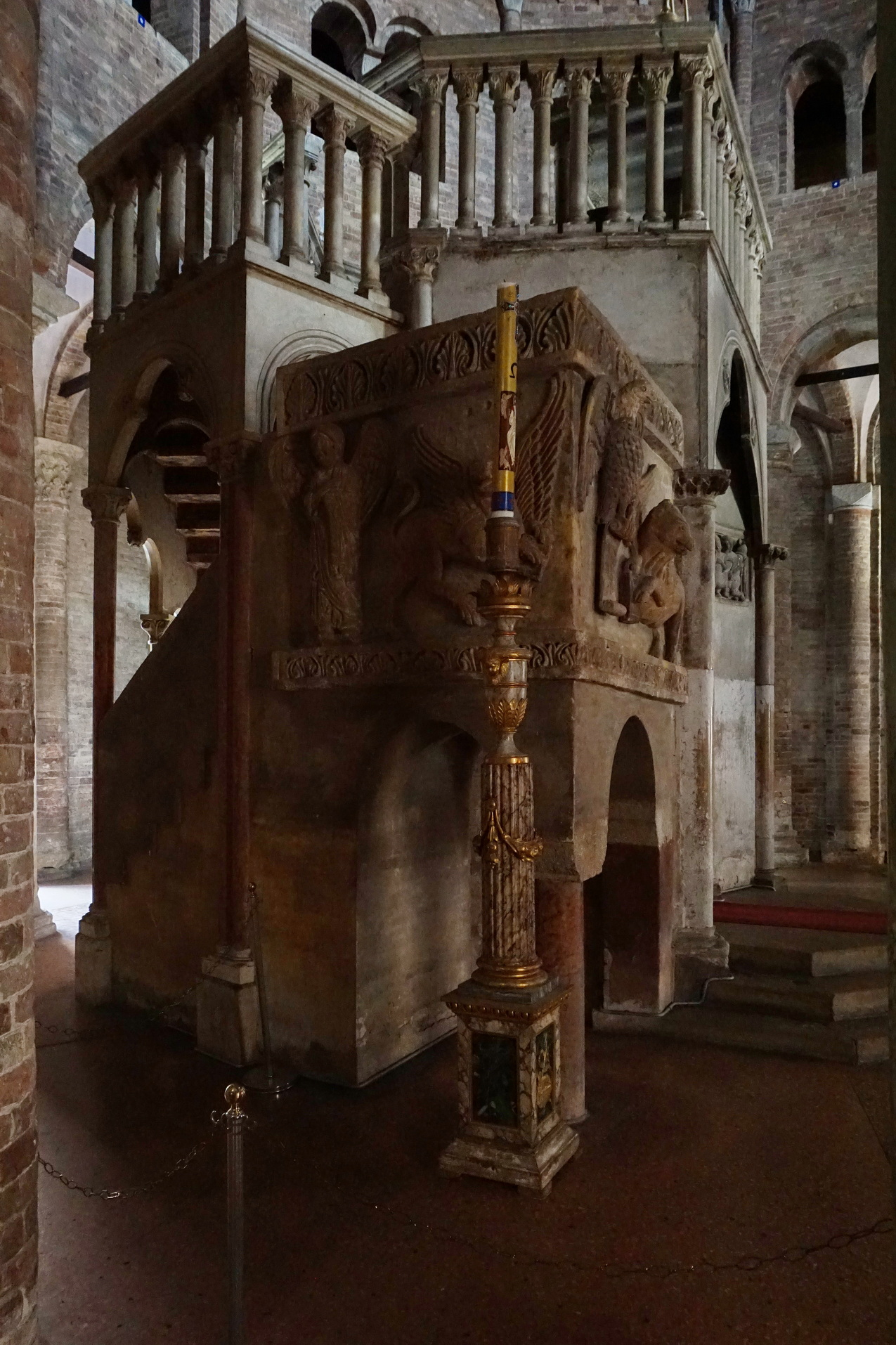
Monumento del Santo Sepolcro

L'edificio si presenta oggi come edificio romanico dell'XI secolo (4). È a pianta centrale, con perimetro a base ottagonale irregolare al centro del quale si erge un colonnato dodecagonale regolare. La discrepanza tra le pareti esterne e il colonnato interno genera un deambulatorio ad ampiezza variabile e con volte grossonalamente a crociera, oggi intonacate, ma con molte irregolarità.
Delle 12 colonne, sette sono binate in laterizio e marmo cipollino nero (quest'ultime di derivazione romana, riciclate dall'antico tempio di Iside e provenienti dalla città di Karistos secondo rilievi compiuti dall'Università di Padova) e cinque sono più massicce, non binate ed interamente in laterizio (XI secolo). Le sette colonne romane, ancora in piedi, sono state infatti affiancate in età medievale da altrettante colonne in laterizio, mentre dove le colonne romane mancavano perché distrutte dagli Ungari, vennero costruite nuove colonne più robuste interamente in laterizio. Una colonna di marmo cipollino nero, scostata rispetto alle altre, simboleggia la colonna ove Cristo venne flagellato e, come si legge in un cartiglio, garantiva 200 anni di indulgenza a ciascuno ogni volta che si visitava questo luogo. Tutte e 12 sorreggono archi a tutto sesto, sopra i quali si erge il matroneo con 12 bifore sui dodici lati, coronato da una fila continua di archetti ciechi intersecati di sapore orientale.

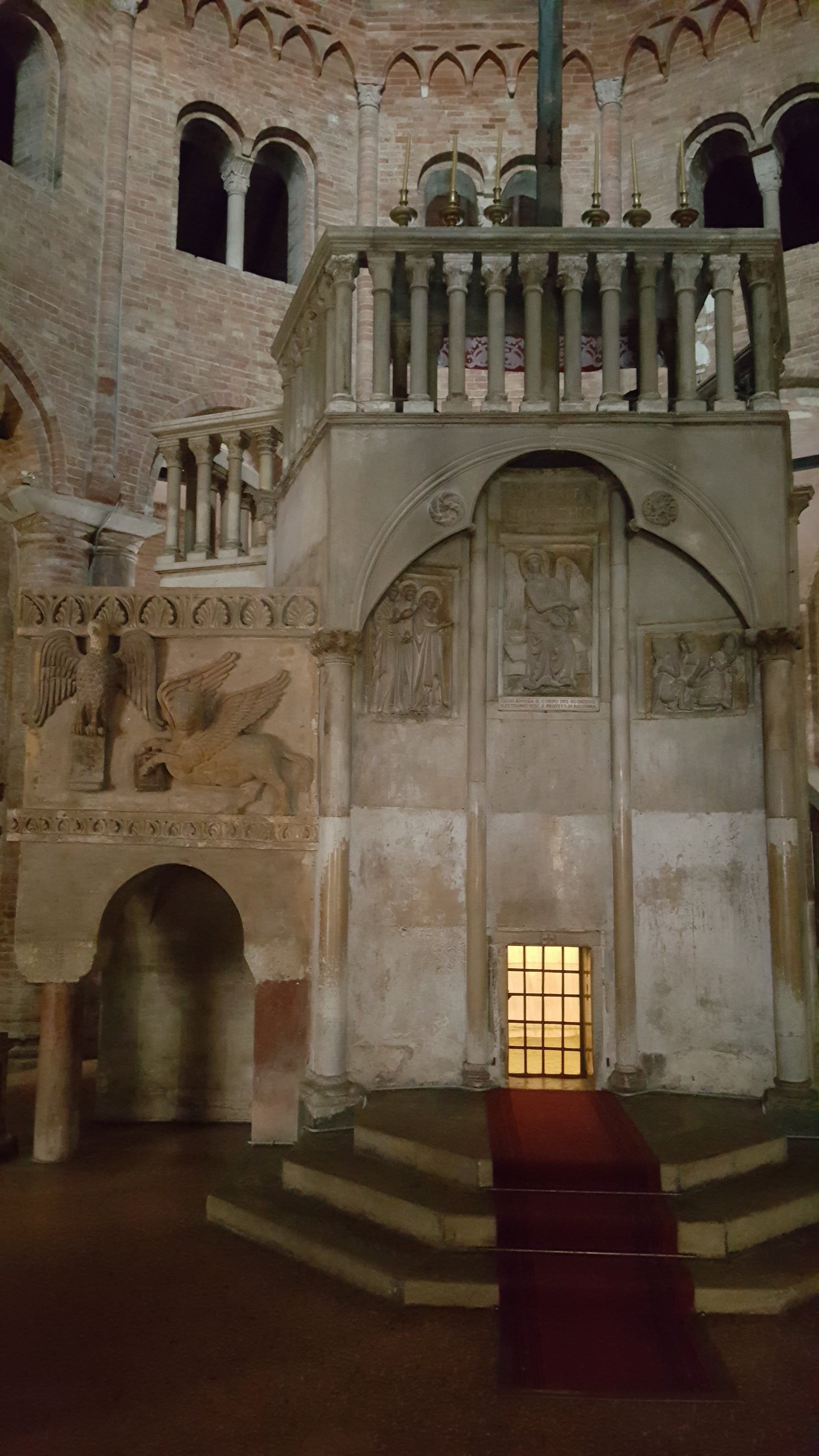
Monumento del Santo Sepolcro visto frontalmente

Al centro si trova un'edicola, oggi protetta da una grata, che custodiva le reliquie di San Petronio, qui rinvenute nel 1141. Solo l'edicola e la sua facciata sono antichi. Sono invece aggiunte posticce i bassorilievi di facciata, l'arco trilobo che li racchiude, l'ambone basso di sinistra con i simboli degli evangelisti, l'ambone e balaustra in alto e le due scalinate. La porticina del Sepolcro viene aperta una settimana l'anno, dopo la celebrazione della messa di mezzanotte di Pasqua, alla presenza dei Cavalieri del Santo Sepolcro.
Anticamente era possibile strisciarci dentro per venerare i resti del santo. Le prostitute di Bologna, la mattina di Pasqua, in memoria di Maria Maddalena, vi si recavano per pronunciare, dinanzi al Santo Sepolcro, una preghiera il cui contenuto non hanno mai voluto rivelare. Inoltre le donne incinte di Bologna solevano camminare trentatré volte (una per ogni anno di vita del Salvatore) attorno al Sepolcro, entrando ad ogni giro nel sepolcro per pregare, per recarsi infine nella vicina chiesa del Martyrium a pregare dinanzi all'affresco della Madonna Incinta.
Nella chiesa si trova anche un'apertura nel pavimento con una scalinata conducente ad una fonte d'acqua oggi molto più profonda che in passato. Nella simbologia del complesso stefaniano basato sulla passione di Cristo, viene identificata con le acque del Giordano, e che dal punto di vista archeologico rimanda alla sacra fonte del complesso isiaco preesistente. Probabilmente il tempio di Iside si trovava proprio in questa zona, come sembra dimostrato, oltre che dalla presenza della fonte (il culto della dèa egizia richiedeva la presenza di una fonte d'acqua sorgiva), anche dalla persistenza delle sette colonne di marmo greco di Karistos appartenute al tempio pagano.
La volta e le pareti della chiesa avevano in origine affreschi con scene bibliche realizzati da Marco Berlinghieri (figlio di Berlinghiero Berlinghieri) alla metà del XIII secolo, quasi del tutto eliminati nel 1804 per essere sostituiti da nuovi affreschi in stile barocchetto eseguiti da Filippo Pedrini, a loro volta eliminati dai successivi restauri di fine Ottocento; ciò che resta degli affreschi originali duecenteschi (una scena che rappresenta la Strage degli innocenti) è visibile nel museo della basilica.

### Basilica dei protomartiri San Vitale e Sant'Agricola

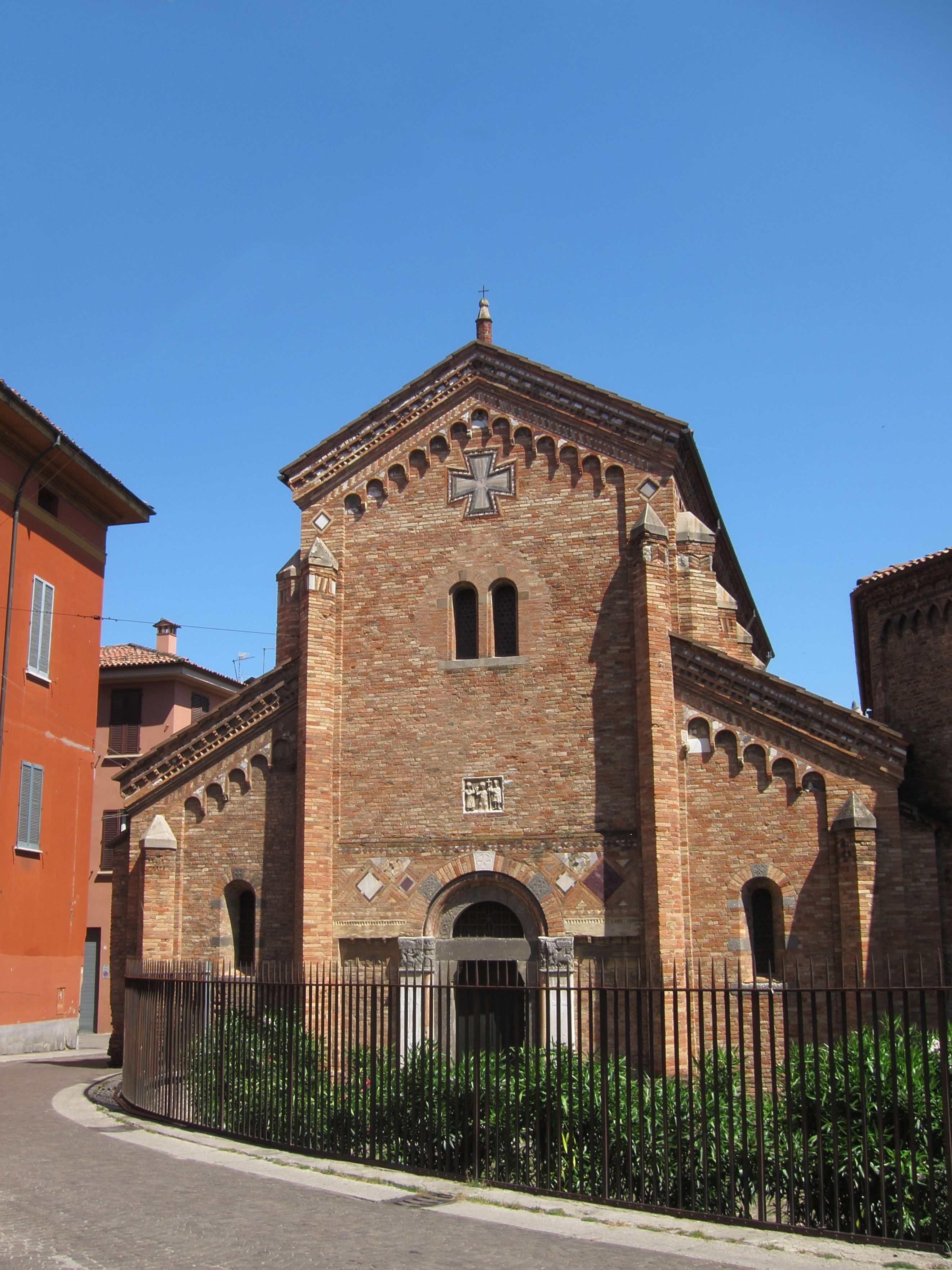
Esterno della chiesa dei Santi Vitale e Agricola

È la più antica del complesso e fin dalla sua edificazione custodiva le reliquie dei due Santi (5). Un primo sacello venne costruito probabilmente nel V secolo, dopo che furono scoperti da Ambrogio vescovo di Milano le sepolture dei santi protomartiri Vitale e Agricola nel 393 (rispettivamente servitore e padrone, vittime nel 304 d.C. della persecuzione ai tempi di Diocleziano). Nel V secolo si ha notizia di un messo da Namazio, vescovo di Clermont, per avere delle reliquie dei protomartiri bolognesi. La costruzione attuale risale, come forma, impianto e dimensione, alla costruzione basilicale voluta dal vescovo Petronio nel 431–450, anche se fu in larga parte ricostruita dai monaci benedettini nell'XI secolo dopo le distruzioni operate dagli Ungari.
La facciata a salienti con portale unico, bifora centrale, due monofore laterali e file di archetti pensili fu intensivamente rinnovata nel XIX secolo. Veda la Croce di Ferro.

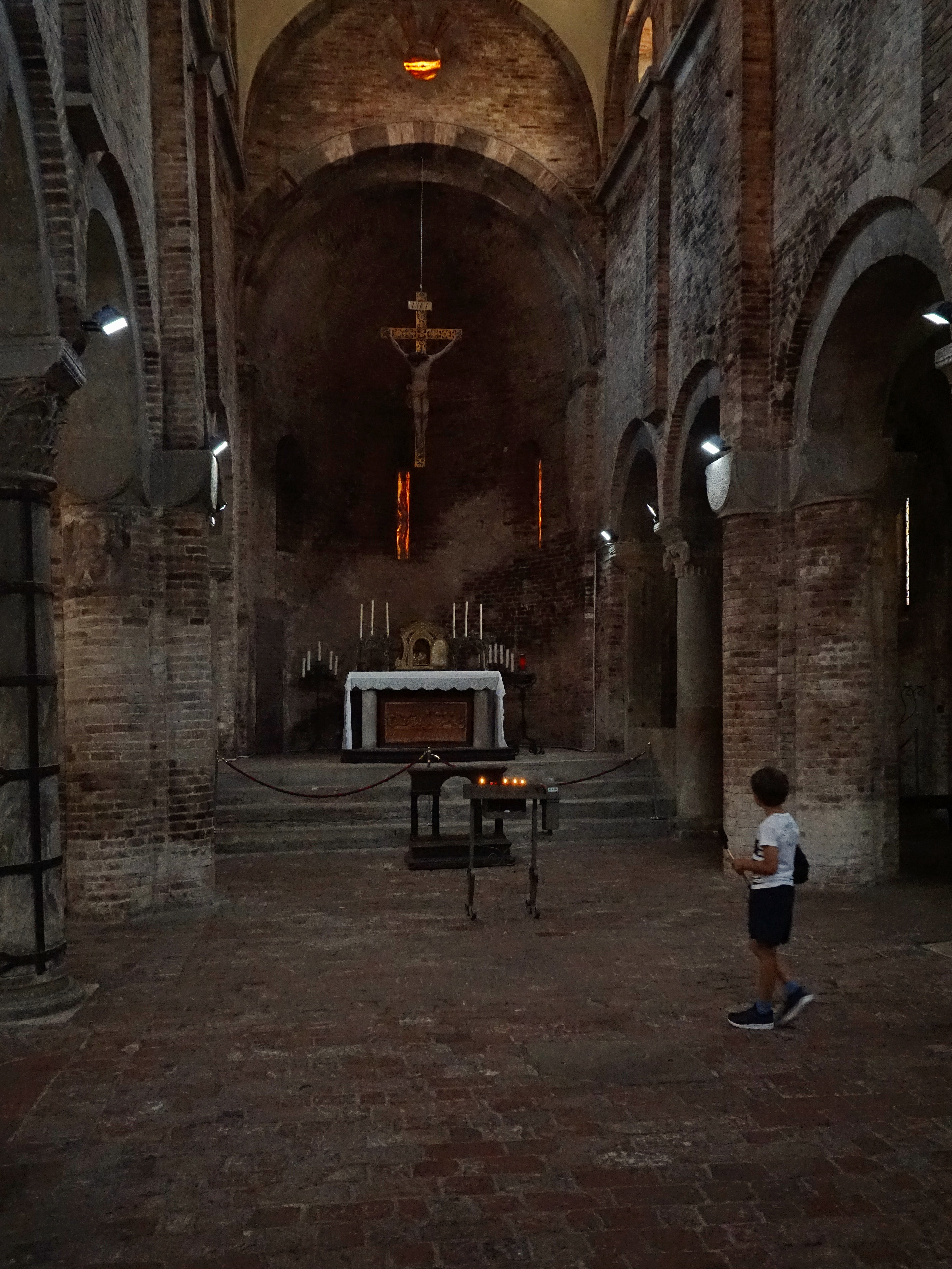
Interno della chiesa dei Santi Vitale e Agricola

L'interno ha impianto basilicale a tre navate e cinque campate, senza transetto e abside triconca. Colonne semplici si alternano a colonne quadrilobate. Il soffitto a crociera intonacata è di epoca successiva al 1400 (vedi sotto).
Alla fine del XIV secolo era stato rinvenuto un sepolcro paleocristiano recante la scritta "Symon" e si era sparsa la voce che fosse la tomba di Simon Pietro, ovvero di san Pietro. Questa notizia, priva di qualsiasi fondamento storico, aveva attirato numerosi pellegrini, distraendoli da Roma, la meta classica di pellegrinaggio. Il pontefice, papa Bonifacio IX, allora reagì con veemenza e intorno all'anno 1400 fece scoperchiare la chiesa, trasferì la tomba in luogo segreto, la fece riempire di terra e la lasciò in questo stato per una settantina d'anni. Successivamente, per intercessione dell'arcivescovo Giuliano Della Rovere, la chiesa venne restaurata e riaperta al culto. Un'iscrizione sulla porta laterale ricorda l'evento: "JUL. CARD. S. P. AD VINC. RESTITUIT".

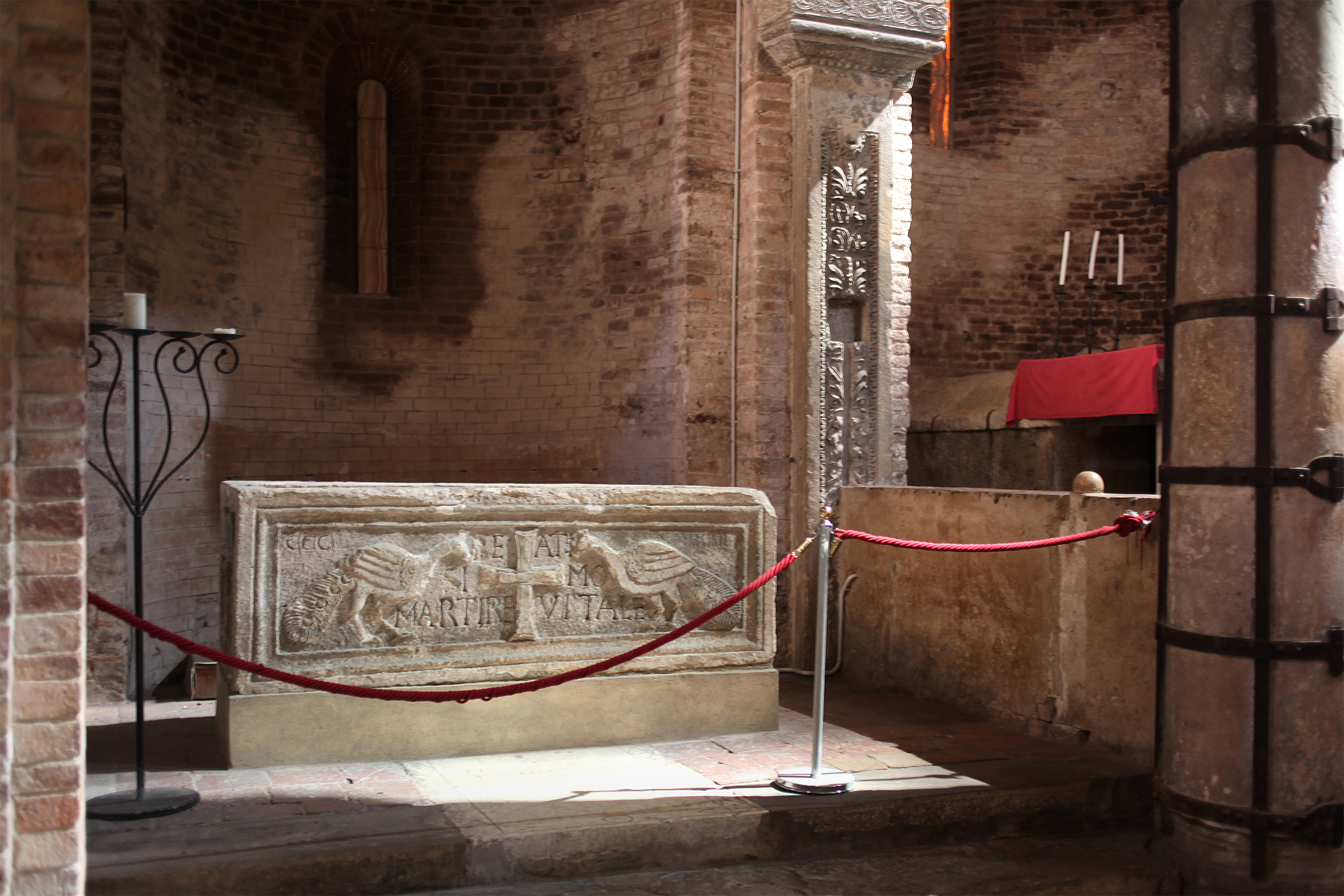
Sarcofago di San Vitale

All'interno della chiesa vi sono resti di pavimento musivo romano, visibili attraverso un vetro. Interessanti i capitelli di ordine ionico (dal tempio pagano di Iside), derviazione bizantina e franca. Nelle due absidiole laterali, troviamo due sarcofagi altomedievali attribuiti a Vitale ed Agricola, raffiguranti rispettivamente due pavoni in mezzo ad una croce e un angelo tra un cervo ed un leone, tutti animali in rilievo schiacciato che rappresentano simboli cristologici. Nella navata destra, sulla parete, una croce viene identificata come quella del supplizio di sant'Agricola (in realtà risale ad un'epoca successiva). Sulla parete della controffacciata sono le lapidi sepolcrali della famiglia De' Bianchi.
L'altare principale, costituito da un'ara pagana con coperchio rivoltato, è addossato alla parete di fondo, secondo la liturgia tradizionale, ove il celebrante compie i sacri riti nella stessa posizione dei fedeli, rivolto dunque verso oriente (o verso l'abside).

### Cortile di Pilato

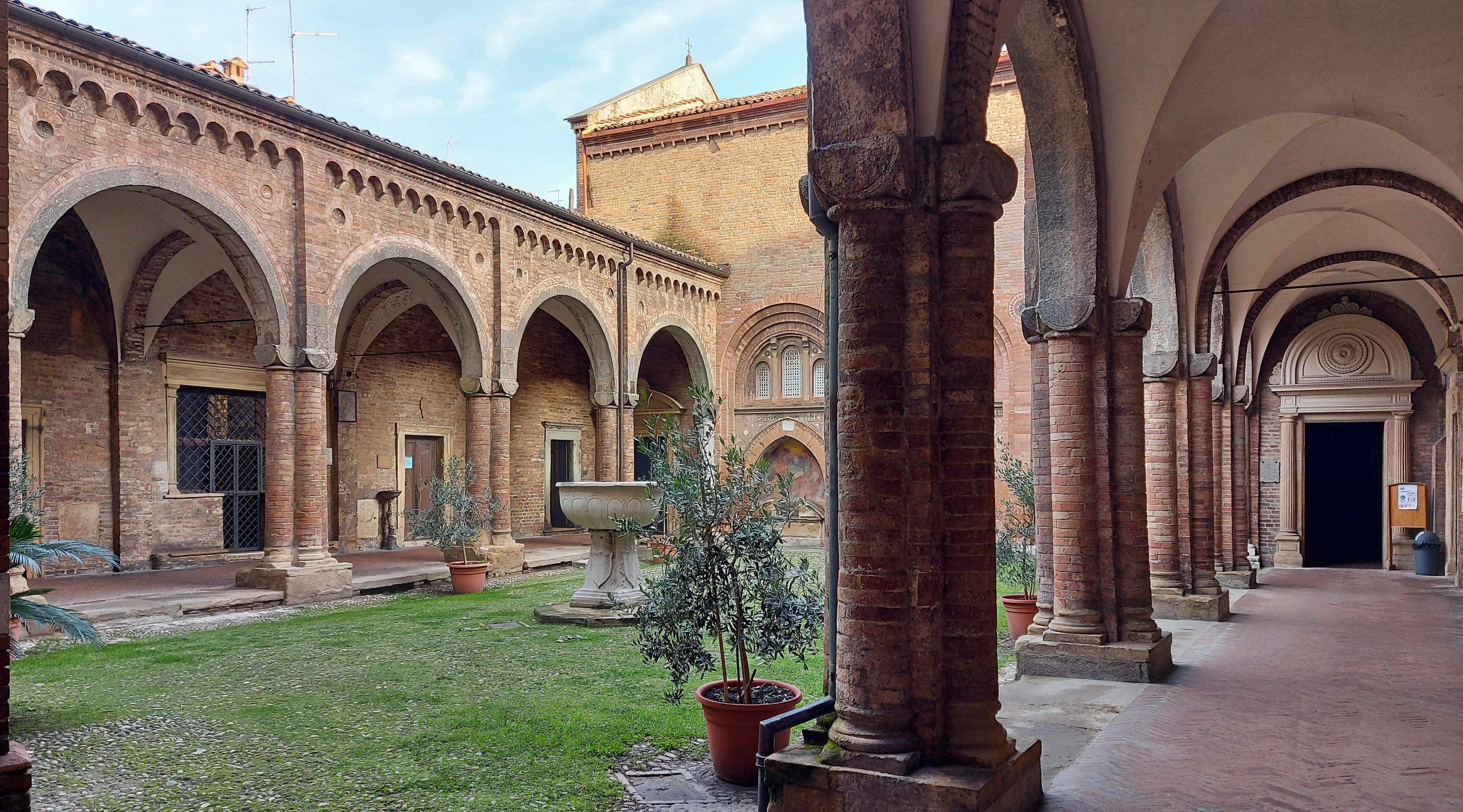
Cortile di Pilato con al centro il Catino di Pilato

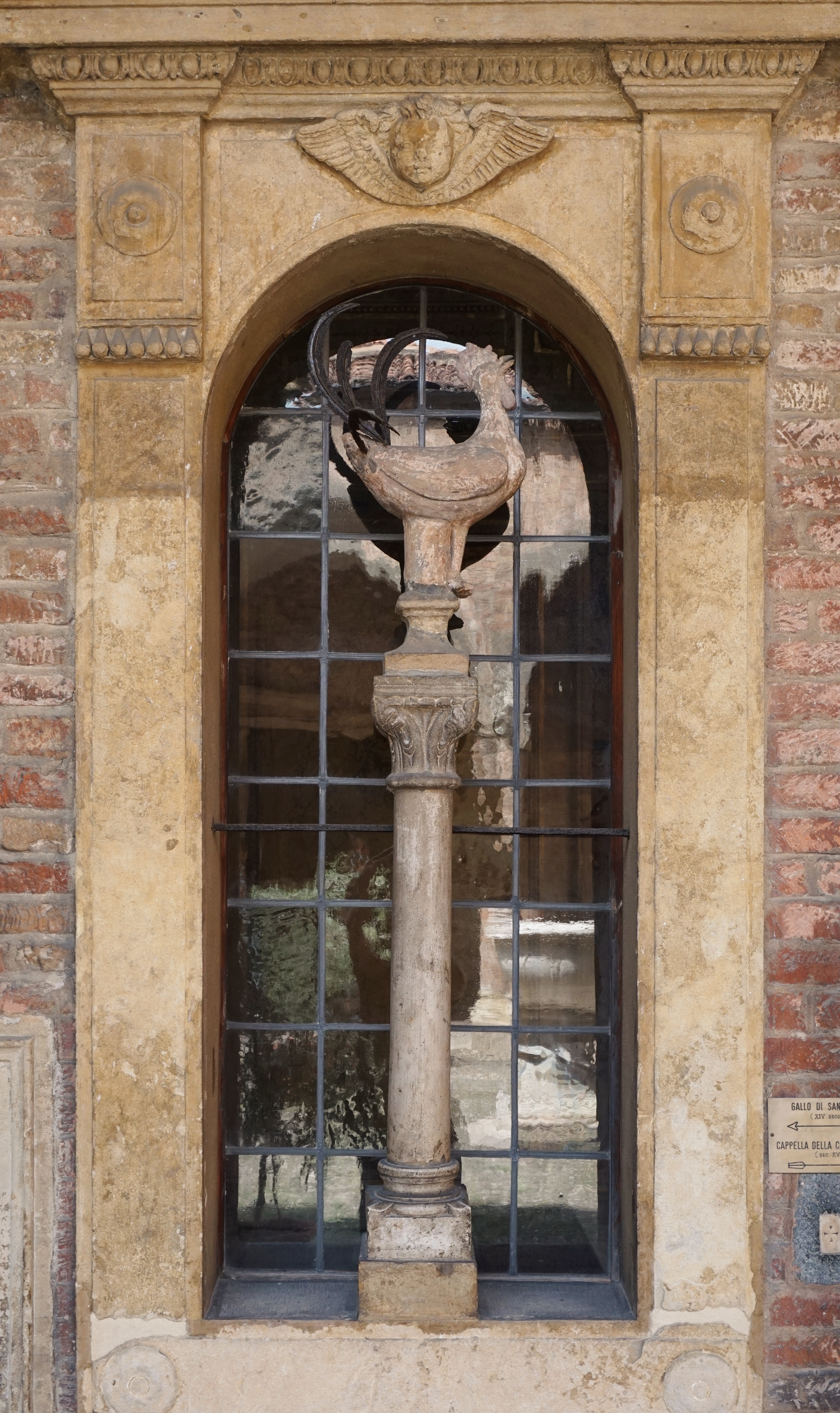
Gallo di S. Pietro

Al Cortile di Pilato, così chiamato per ricordare il lithostrotos, luogo dove fu condannato Gesù, si accede uscendo dalla chiesa del Sepolcro. Il cortile è delimitato a nord e a sud da due porticati in stile romanico con caratteristiche colonne cruciformi in mattone e reca al centro una vasca in pietra calcarea poggiata su un piedistallo (di epoca più recente, XVI sec.) il cosiddetto "Catino di Pilato": tale catino è un'opera longobarda risalente al 737-744 e reca un'iscrizione sotto il bordo di cui si riporta la trascrizione più accreditata:
Sotto il porticato, al centro di una finestra, su una colonna, c'è un gallo di pietra risalente al XIV secolo, chiamato "Gallo di S. Pietro" per ricordare l'episodio evangelico del rinnegamento di Gesù.
Sempre sotto il porticato è possibile osservare alcune lapidi mortuarie tra le quali una, con al centro un paio di forbici vere, appartenente ad un sarto.
Significativo per la simbologia della passione di Cristo è che la distanza tra questo cortile e la vicina chiesa di San Giovanni in Monte (così chiamata perché sorge sull'unica protuberanza naturale del piatto centro di Bologna) sarebbe la medesima che c'è a Gerusalemme tra il Santo Sepolcro ed il Calvario.

### Chiesa delMartyrium

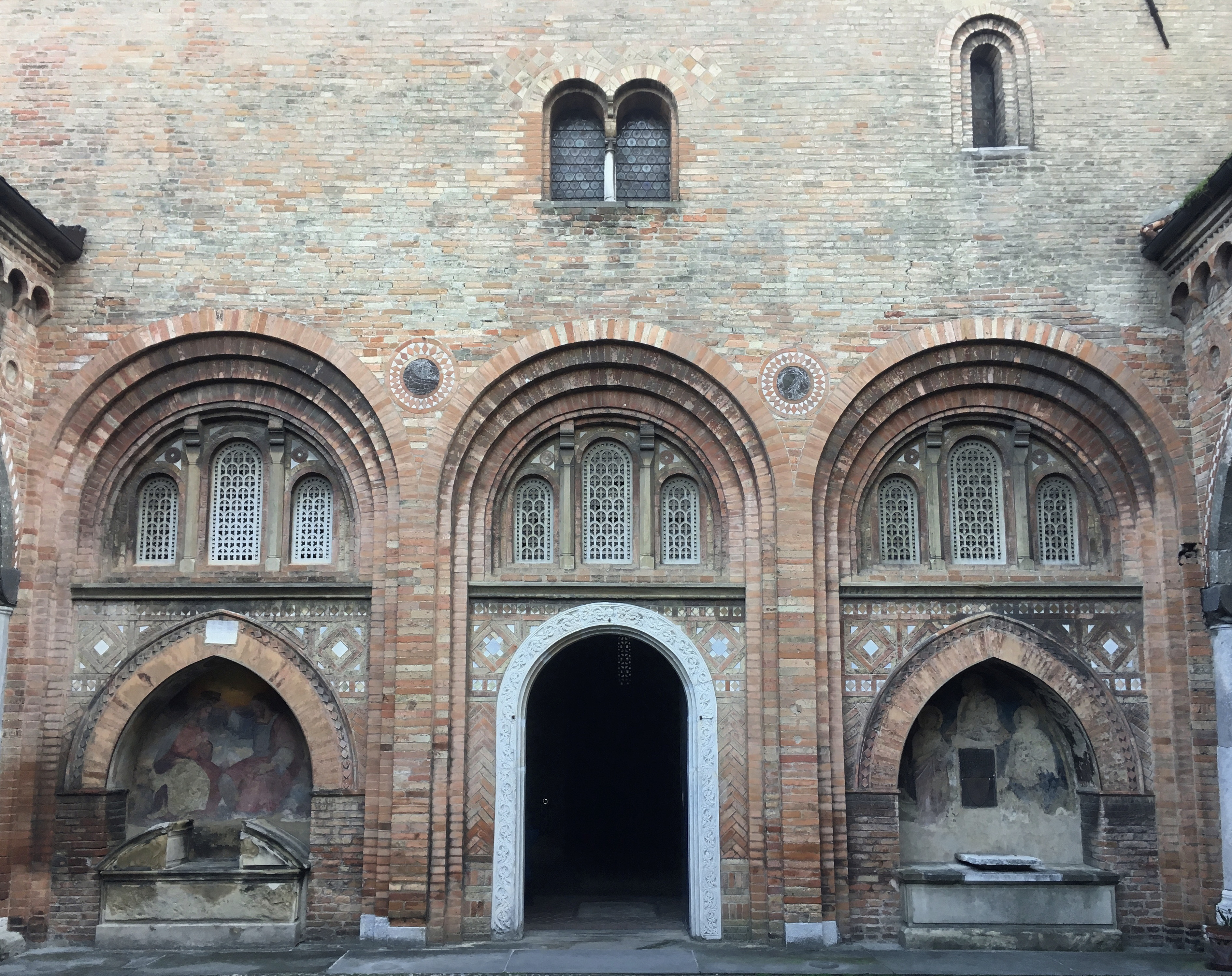
La facciata della chiesa del Martyrium vista dal Cortile di Pilato

Chiamata anche chiesa della Santa Croce o del Calvario o della Trinità, è l'edificio con la storia più incerta e la funzione più mutevole nel corso dei secoli, come testimoniano anche i diversi nomi. Intorno al IV-V secolo era presente forse un sacellum per il culto dei martiri qui sepolti. Secondo un'ipotesi, nel V secolo venne edificata da Petronio in forma di basilica a cinque navate, con abside rivolta ad ovest verso il santo giardino (cortile di Pilato) e la facciata verso est, esattamente com'era in origine il Santo Sepolcro a Gerusalemme voluto da Costantino. Secondo un'altra ipotesi era invece parte di un complesso che comprendeva il Santo Sepolcro attuale (anastasis), il deambulatorio corrispondente all'attuale Cortile di Pilato e la basilica orientata da ovest ad est come quella attuale, ma che il progetto voleva in realtà estendere ben oltre le due attuali campate. Probabilmente Petronio non riuscì a portare a termine l'edificio che rimase incompiuto.
Successivamente, con l'avvento dei Longobardi, sarebbe divenuto Battistero e modificato ancora dai Franchi. Agli inizi del Mille, durante le ricostruzioni operate dai Benedettini, ci furono parecchie incertezze su come terminare l'opera, considerando che anche il Santo Sepolcro originale era stato pesantemente alterato e proprio in quegli anni il califfo fatimita al-Hakim ne operava la distruzione. Così avendo perso i riferimenti storici di com'era in origine, i benedettini non riuscirono a completarlo. La forma attuale oggi visibile grazie alle ristrutturazioni tardo-ottocentesche che hanno rimosso le aggiunte successive è simile alla chiesa lasciata dai Franchi.

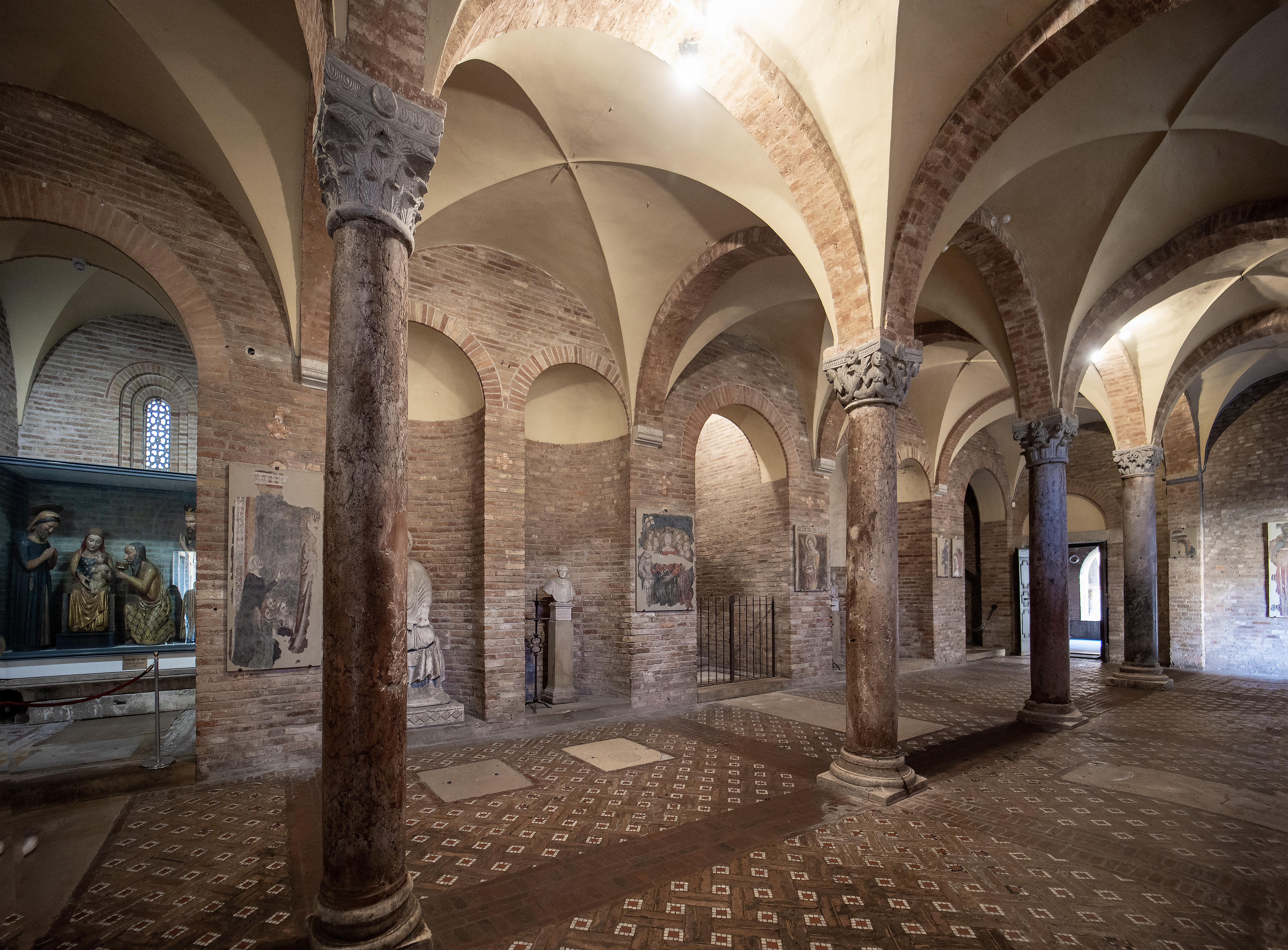
L'interno della chiesa con le sue cinque navate e due sole campate

Attualmente si presenta divisa in cinque navate e due sole campate voltate a crociera, con la facciata antistante il Cortile di Pilato e le absidi-cappella rivolte a est, entrambe costruite in stile neoromanico sul modello del Santo Sepolcro edificato dai crociati. Le cappelle laterali sono quadrate mentre quella centrale ha forma di mini-basilica con navatella unica profonda, piccolo transetto sporgente ed absidiola. Tra la cappella centrale e le due laterali sono presenti due nicchie per lato.
Dal tempo delle Crociate e fino al 1950, nella cappella centrale era custodita una reliquia della Santa Croce.
Di grande interesse, nella cappella di sinistra, è sistemato permanentemente il grande gruppo ligneo dell'Adorazione dei Magi, con statue a grandezza d'uomo. Si tratta del più antico presepio conosciuto al mondo composto da statue a tutto tondo.

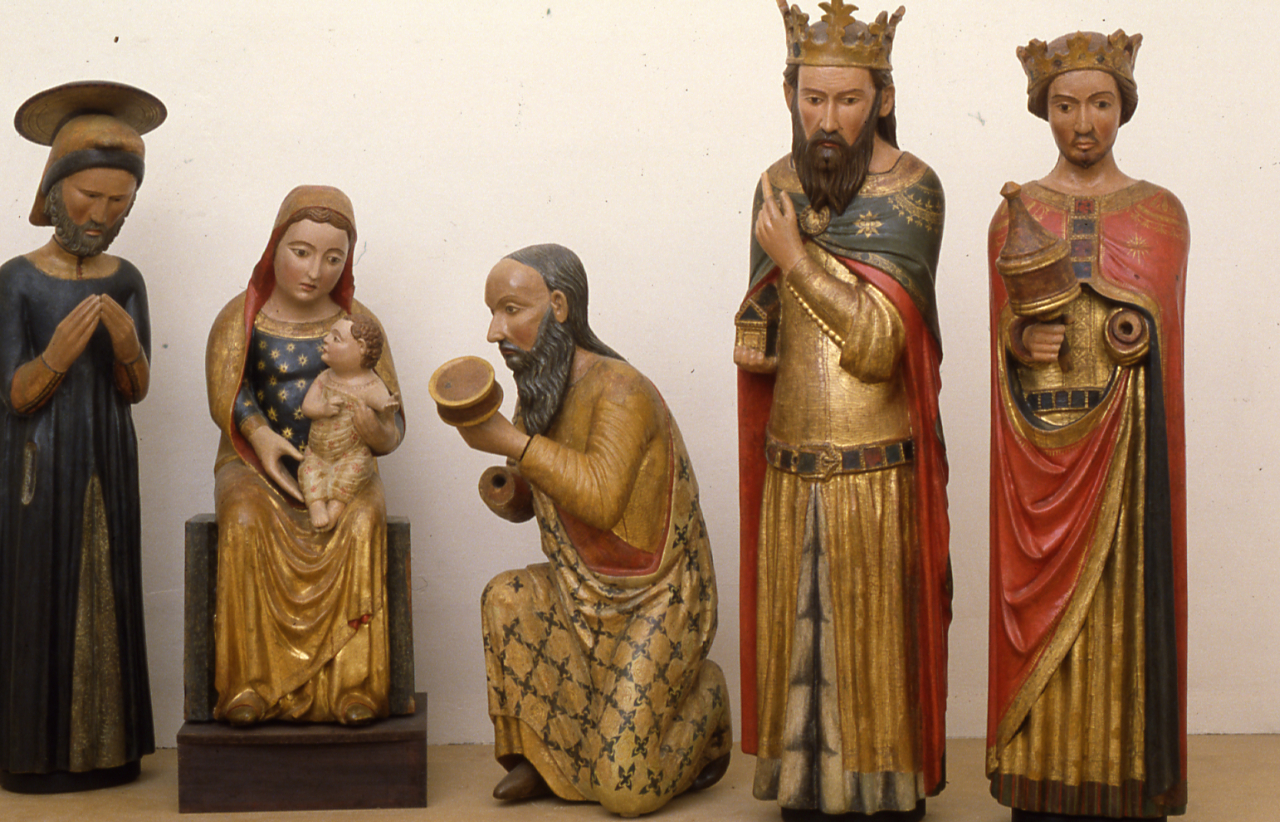
Adorazione dei Magi (scolpito nel 1290 e colorato nel 1370)

L'opera fu prima scolpita da tronchi di tiglio e di olmo, forse nell'ultimo decennio del XIII secolo da uno anonimo scultore bolognese, e quindi dipinta nel 1370 dal pittore bolognese Simone dei Crocifissi che ne curò la ricca policromia e la doratura con il suo personalissimo stile gotico. Uno studio approfondito dell'opera pubblicato nel 1981 da Massimo Ferretti, alla fine del primo grande restauro effettuato da Marisa e Otello Caprara, ha identificato che lo scultore delle statue è lo stesso Maestro del Crocefisso 1291 custodito nelle Collezioni d'Arte del Comune di Bologna. Il restauro del 1981 fece riemergere la splendida policromia che si era oscurata nel corso dei secoli. Con il successivo trascorrere degli anni l'umidità della chiesa, in cui l'opera era esposta per tutto l'anno, aveva iniziato a rovinare di nuovo la policromia. Per tale ragione le statue sono state nuovamente restaurate (2000-2004), esposte nella Pinacoteca di Bologna fino al Natale 2006 e quindi riportata a Santo Stefano. Il 21 gennaio 2007 è stata inaugurata l'opera al completo dentro a una grande teca a umidità e temperatura controllate elettronicamente, dotata di vetri antisfondamento, che ospita l'intero gruppo in forma definitiva e permanente.
In questa chiesa ci sono anche brani d'affreschi trecenteschi e quattrocenteschi, in particolare un lacerto che mostra Sant'Orsola con le sue compagne di martirio ed una Madonna incinta.
L'ultima cappella a destra è stata dedicata, in tempi recenti, ai Bersaglieri.

### Il chiostro medievale

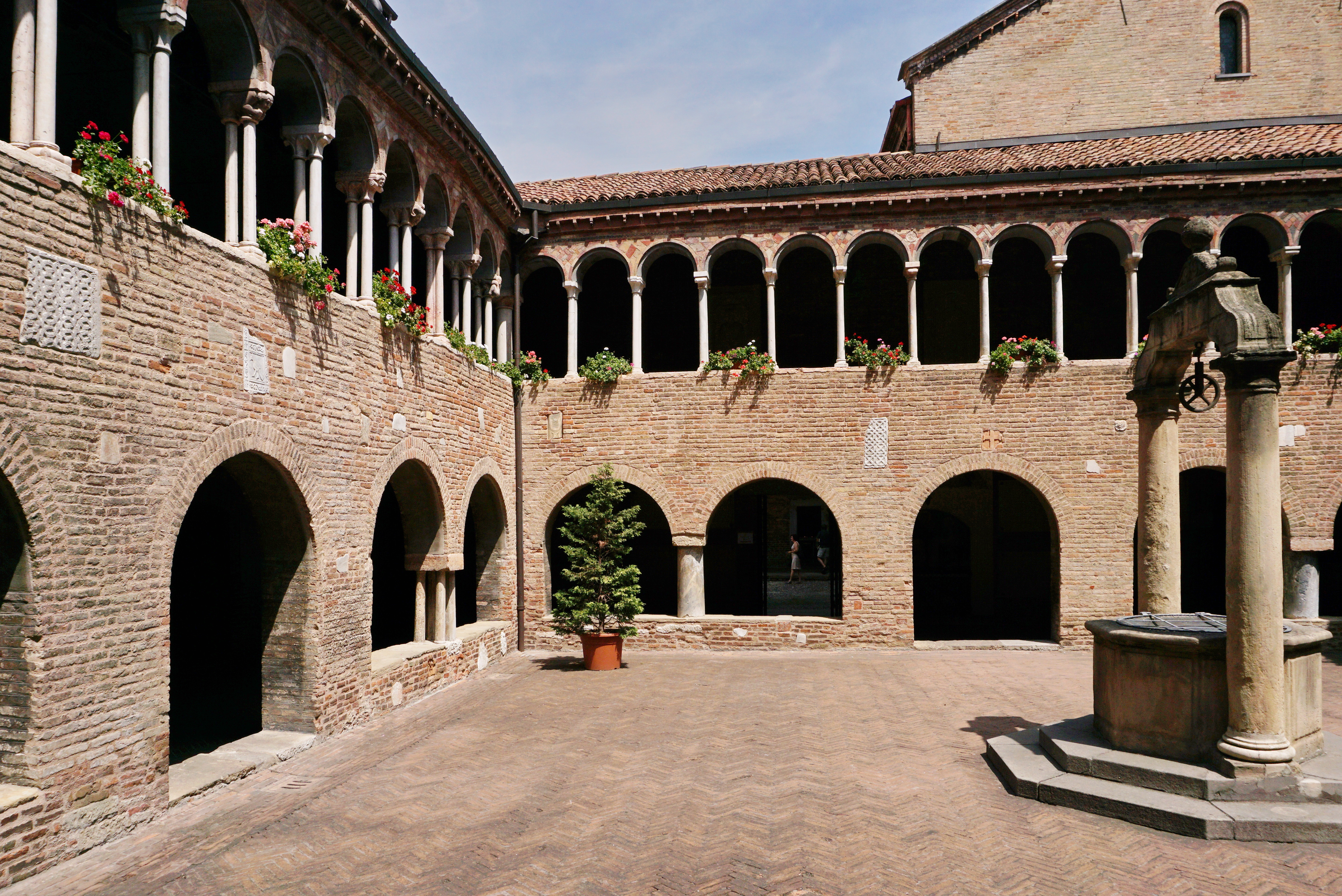
Il chiostro

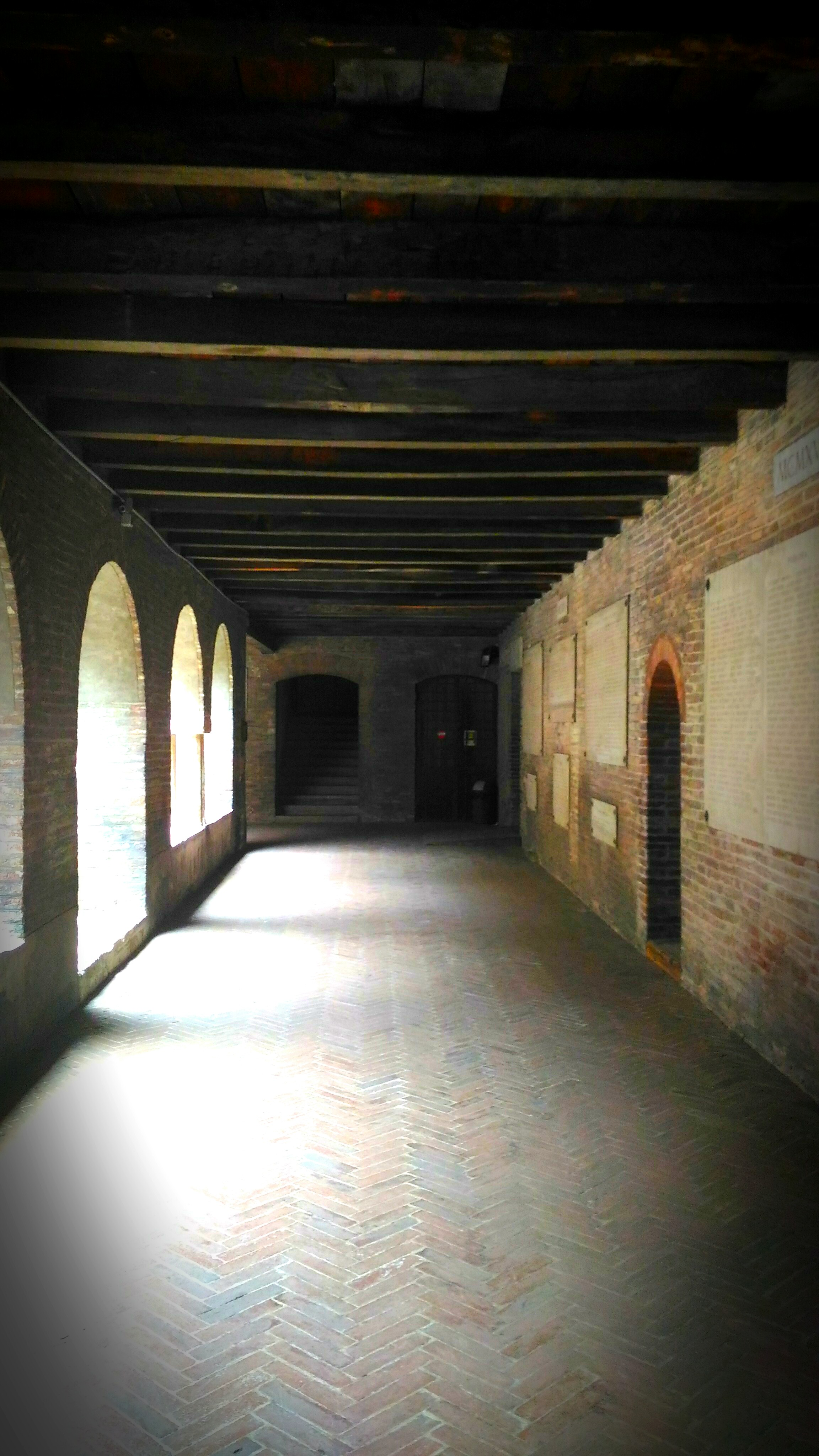
Porticato medioevale

Di dimensioni maggiori rispetto al cortile di Pilato, è caratterizzato dal fatto di essere su due piani: quello inferiore (probabilmente anteriore al Mille) è impostato su ampie aperture ad arco preromaniche; quello superiore è un magnifico esempio di colonnato in stile romanico, probabilmente opera di Pietro d'Alberico nella metà del XII secolo. Interessanti certi capitelli mostruosi, particolarmente due (uno rappresentante un uomo nudo schiacciato da un enorme macigno, un altro raffigurante un uomo con la testa girata di 180°, quindi verso la schiena), i quali avrebbero ispirato alcune forme di espiazione descritte nel Purgatorio al giovane Dante Alighieri.
Sotto i portici del chiostro sono affisse alle pareti numerose lapidi recanti i nomi di quasi tutti i bolognesi caduti durante la prima guerra mondiale ordinati secondo gli anni della campagna di guerra e raggruppati secondo la zona di combattimento; nell'atrio dell'ingresso occidentale altre grandi lapidi a tutta parete riportano i nomi dei bolognesi caduti durante la seconda guerra mondiale.
Dal chiostro è ben visibile anche il campanile del complesso, originario del XIII secolo, ma sopraelevato nell'Ottocento. Nella cella campanaria, su di un antico "castello" in legno, è alloggiato un concerto di 4 campane in tonalità Sol3 maggiore; la "grossa" (nota Sol3) è opera dei fonditori Andrea e Leone Vernizzi del 1521; la "mezzana" (nota La3) è stata fusa da Serafino Golfieri nel 1847; la "mezzanella" (nota SI3) è del fonditore Domenico Fantuzzi, anno 1782; infine la "piccola" (nota Re4) è di Angelo Rasori del 1828. Le campane sono completamente manuali e vengono suonate "a doppio" dai maestri campanari nelle occasioni solenni (ogni anno il 26 dicembre per la festa patronale di Santo Stefano Protomartire). Ai segnali delle funzioni ordinarie provvede un impianto automatico ad elettrobattenti che percuotono le campane ferme per l'esecuzione delle suonate per le varie occasioni.
Sotto al portico del lato settentrionale del chiostro è situata l'entrata del museo di Santo Stefano.

### Museo di Santo Stefano e chiesa della Benda
Il museo (n. 9-12 in pianta) si disloca in sette ambienti inclusi la chiesa della Benda (chiesa n. 7, ma visibile come n. 9-10 in pianta) e un negozietto (n. 12 in pianta). Raccoglie una serie di preziosi oggetti cultuali, come reliquiari, abiti talari, ostensori e pastorali, oltre ad alcune opere d'arte non più esposte nelle sette chiese.
Di particolare interesse sono:
- un affresco staccato con San Petronio e storie di San Petronio e Santo Stefano, attribuito a Michele di Matteo (XV secolo).
- frammenti di polittici smembrati con santi di Simone dei Crocifissi (XIV secolo);
- Madonna con il Bambino e San Giovannino dipinta da Innocenzo da Imola (XVI secolo);
- La Trinità di Orazio Samacchini (olio su tela del XVI secolo);
- il reliquiario della testa di San Petronio, in argento e smalti di Jacopo Roseto del 1380;
- il reliquiario della testa di San Floriano, in rame dorato e argento niellato di scuola bolognese del 1451;
- la formella in altorilievo (fine XI - inizi XII secolo) che rappresenta Gesù tra i Santi Vitale ed Agricola e che è un calco in gesso del XIX secolo proveniente dall'ormai rovinato originale presente sulla facciata della chiesa intitolata ai due santi;
- un affresco staccato con la strage degli innocenti (XIII secolo) proveniente dalla cupola della chiesa del Santo Sepolcro ed attribuito ad un pittore lucchese;
- la piccola statua in marmo con San Petronio che dona la città (Giovanni di Balduccio, XIV secolo);
- L'urna dei 40 martiri in legno intagliato, scolpito e dorato dei fratelli Antonio e Gaspare Billi (1568).

La piccola chiesa della Benda, cosiddetta perché conserva la benda che secondo la leggenda era indossata dalla Madonna in persona, è rinascimentale e risale al XVI secolo. Ha aula unica e un presbiterio terminante con abside. Contiene numerose reliquie alla cui descrizione rimandiamo sotto.

## Le reliquie
Sono molte le reliquie di valore religioso qui contenute, soprattutto nella chiesa della Benda:
- resti mortali dei santi Vitale ed Agricola, in urne moderne nella cripta della chiesa del Crocifisso (n. 2 in pianta);
- resti mortali di San Petronio, fino all'anno 2000 nella chiesa del Santo Sepolcro (n. 4 in pianta) ed oggi nella Basilica di San Petronio;
- resti mortali di Santa Giuliana de' Banzi (vissuta nel IV o V secolo) in urna di marmo nella cappella a lei dedicata presso il Cortile di Pilato (n. 6 in pianta).
- pastorale in avorio appartenuto a Sant'Isidoro nel museo (n. 11 in pianta);
- stuola di San Pio V nell'abside della chiesa della Benda (n. 10 in pianta);
- resti mortali di San Mauro o Sant'Isidoro nell'abside della chiesa della Benda (n. 10 in pianta);
- sacra benda, usata in Medio Oriente dalle donne in lutto per legare i capelli e secondo la tradizione appartenuta alla Madonna in persona, contenuta in reliquiario in argento fuso, cesellato e dorato di Joannes Jacobs del 1625 nella chiesa della Benda (n. 9 in pianta);
- pietra che uccise Santo Stefano in reliquiario di argento fuso, cesellato e dorato di Joannes Jacobs del 1625 (n. 9 in pianta);
- calcagno di Santa Caterina d'Alessandria in un reliquiario di Joannes Jacobs del 1625 in argento sbalzato, cesellato e dorato (n. 9 in pianta);
- benda di Santa Caterina de' Vigri da Bologna in reliquiario in vetro con argento filato e lamellare di bottega bolognese del XVIII secolo (n. 9 in pianta);
- legno della vera croce rilavorato in reliquiario di argento fuso, cesellato e dorato di Joannes Jacobs del 1634 (n. 9 in pianta).
- piccolo reliquiario multiplo in vetro ed argento (scuola bolognese del XVIII secolo) con frammenti di ossa di vari santi (n. 9 in pianta);
- piccolo reliquiario in cuoio dorato ed argento (scuola bolognese del XVIII secolo) con frammento di osso di san Pasquale Baylon (n. 9 in pianta).